# Distretto di Keban
Il distretto di Keban (in turco Keban ilçesi) è uno dei distretti della provincia di Elâzığ, in Turchia.